# Abraham Lincoln (French, 1920)
Pour les articles homonymes, voir Abraham Lincoln (homonymie).
Abraham Lincoln est une statue, représentant le seizième président des États-Unis Abraham Lincoln assis, située au Lincoln Memorial, dans le National Mall, à Washington D.C., capitale des États-Unis. Elle est sculptée par Daniel Chester French (1850–1931) et Geremia Grandelis et taillée par les frères Piccirilli.
Elle est finalisée et assemblée en 1920, et inaugurée le 30 mai 1922.